# 유럽 만화
유럽 만화(European comics)는 유럽에서 제작된 만화이다. 만화 앨범은 매우 일반적인 인쇄 매체이다. 일반적인 앨범은 일반적으로 고품질 용지와 채색을 사용하여 대형 포맷으로 인쇄되며 일반적으로 24cm x 32cm(9.4인치 x 12.6인치)이고 약 48~60페이지이지만 100페이지가 넘는 예도 흔하다. 때때로 그래픽 노블이라고도 불리지만 이 용어는 유럽에서는 거의 사용되지 않으며 앨범이 종종 별도의 단편 소설로 구성되어 만화책과 그래픽 노블의 중간 어딘가에 위치하기 때문에 항상 적용되는 것은 아니다. 유럽 만화 장르는 땡땡의 모험, 아스테릭스와 같은 유머러스 모험 장르부터 텍스 윌러, 디아볼릭, 토르갈과 같은 성인 대상까지 다양하다.